# The Masks
"The Masks" is een aflevering van de Amerikaanse televisieserie The Twilight Zone. Het scenario werd geschreven door Rod Serling.

## Plot

### Opening
Rod Serling stelt de kijker voor aan Mr. Jason Foster, een vermoeide oude man die niet lang meer te leven heeft. Maar voor zijn dood wil hij nog wat dingen rechtzetten.

### Verhaal
Jason Foster weet dat hij stervende is. Hij is niet blij met het feit dat zijn dochter Emily en haar familie, echtgenoot Wilfred, zoon Wilfred Jr. en dochter Paula, hem een bezoekje brengen. Alle vier hebben ze volgens Jason vreselijke eigenschappen. Emily is hypochonder en zeurderig, Wilfred is weliswaar een succesvolle zakenman, maar er hebberig en denkt aan alles in geldtermen, Paula is erg ijdel en Wilfred Jr. is een sadistische pestkop.
Jason neemt geen blad voor de mond op zijn sterfbed, en beledigt elk van de vier voor wat ze zijn. Daarna biedt hij zogenaamd zijn excuses aan voor zijn beledigingen in de vorm van een speciaal Mardi Gras-feest die avond. Voor het feest geeft hij elk van hen een speciaal masker, gemaakt door een oude Cajun. Jason maakt hen wijs dat het bij Mardi Gras de bedoeling is maskers te dragen die precies het tegenovergestelde zijn van iemands persoonlijkheid. Derhalve geeft hij sarcastisch een masker van een lafaard aan Emily, een miserabele gierigaard aan Wilfred, een plaaggeest aan Wilfred Jr. en een narcist aan Paula. Zelf zet hij een schedel op, daar het tegenovergestelde van leven de dood is. De vier weigeren eerst de maskers op te zetten, maar Jason onthult dat hij in zijn testament heeft laten bepalen dat de vier niets zullen krijgen als ze niet voor middernacht de maskers op zetten.
De nacht verstrijkt. Kort voor middernacht is het feest afgelopen en willen de vier graag hun maskers weer afzetten. Jason blaast op dat moment zijn laatste adem uit, maar kan nog net onthullen dat ook zonder de maskers de vier karikaturen zijn van slechte eigenschappen. Wanneer de vier hun maskers afzetten, blijken hun gezichten zich te hebben omgevormd tot de maskers.

### Slot
In zijn slotdialoog benadrukt Rod Serling dat de vier familieleden van Jason er nu voor altijd uit zullen zien zoals ze werkelijk zijn.

## Rolverdeling
- Robert Keith : Jason Foster
- Milton Selzer : Wilfred Harper
- Virginia Gregg : Emily Harper
- Brooke Hayward : Paula Harper
- Alan Sues : Wilfred Harper Jr.
- Willis Bouchey : Dr. Samuel Thorne

## Trivia
- Dit was de enige Twilight Zone-aflevering die werd geregisseerd door een vrouwelijke regisseur: Ida Lupino. Zij speelde ook mee in The Sixteen-Millimeter Shrine.
- Deze aflevering staat op Image-Entertainment's "More Treasures of The Twilight Zone" dvd.